# Monthly Shōnen Sunday
Monthly Shōnen Sunday (月刊少年サンデー?, Gekkan Shōnen Sandē), anche nota come Gessan (ゲッサン?), è una rivista giapponese di manga shōnen pubblicata da Shogakukan dal 12 maggio 2009.

## Opere serializzate
- Aoi honō
- Asagiro
- Il duro lavoro di Musubu
- Azumanga daiō: hoshūhen
- The!! Beach Stars
- Birthday
- Dai Dark
- Daisan sekai no nagai
- Gakushin Ou - Vero Musica
- Hallelujah Overdrive!
- Itsuka omae to jiruba o
- Karakai jōzu no Takagi-san
- Kenryoku no inu police Wan!
- Kōkō kyūji Zawa-san
- Let's Play with Yvonne
- Lindbergh
- Makoto no ōja
- Manekoi
- Mix
- Nobunaga Concerto
- No.1 Kaidō
- Otome Genocide
- Q and A
- Seishinshi
- Shinobi no kuni
- Toaru hikūshi e no tsuioku
- Tsuki no hebi: suikoden ibun
- Koko ga uwasa no El-Palacio
- Yoshitō-sama